# Jim Broadbent
Jim Broadbent (n. 24 mai 1949) este un actor britanic. A obținut Premiul Oscar pentru cel mai bun actor în rol secundar în anul 2002. 
În anul 2004 a jucat în filmul Vanity Fair, o ecranizare a romanului Bâlciul deșertăciunilor scris de William Makepeace Thackeray.

## Filmografie și premii
| An        | Titlu                                                          | Rol                                                                        | Note |
| --------- | -------------------------------------------------------------- | -------------------------------------------------------------------------- | --- |
| 1979      | Not the Nine O'Clock News                                      | Union negotiator                                                           | Sketch "Final Demands" |
| 1980      | Breaking Glass                                                 | Station Porter                                                             | |
| 1981      | The Dogs of War                                                | Film crew                                                                  | |
| 1981      | Time Bandits                                                   | Compere                                                                    | |
| 1982      | Bird of Prey                                                   | DI Richardson                                                              | |
| 1982      | Birth of a Nation                                              | Geoff Fig                                                                  | |
| 1983      | The Black Adder                                                | Don Speekingleesh                                                          | - Television Series - Episode: "The Queen of Spain's Beard" |
| 1983–1991 | Only Fools and Horses                                          | Det. Chief Insp. Roy Slater                                                | Television Series: 3 Episodes |
| 1985      | Brazil                                                         | Dr. Jaffe                                                                  | |
| 1985      | The Good Father                                                | Roger Miles                                                                | |
| 1985      | Happy Families                                                 | Dalcroix                                                                   | Television Series: 3 Episodes |
| 1987      | Superman IV: The Quest for Peace                               | Jean Pierre Dubois                                                         | |
| 1988      | Blackadder's Christmas Carol                                   | Prince Albert                                                              | Television Special |
| 1989      | Revolution!!                                                   | Wallace                                                                    | Television Film Also Writer |
| 1989      | Erik the Viking                                                | Ernest the Viking                                                          | |
| 1990      | Life Is Sweet                                                  | Andy                                                                       | |
| 1991      | Gone to the Dogs                                               | Jim Morley                                                                 | |
| 1991      | Murder Most Horrid                                             | Selwyn Proops                                                              | Television Series, 1 episode: "A Determined Woman". |
| 1992      | A Sense of History                                             | The 23rd Earl of Leete                                                     | Television Film Also Writer |
| 1992      | Enchanted April                                                | Frederick Arbuthnot                                                        | |
| 1992      | The Crying Game                                                | Col                                                                        | |
| 1993      | Prince Cinders                                                 | Ugly Brother                                                               | |
| 1994      | Bullets Over Broadway                                          | Warner Purcell                                                             | |
| 1994      | Princess Caraboo                                               | Mr. Worrall                                                                | |
| 1994      | Widows' Peak                                                   | Con Clancy                                                                 | |
| 1995      | Richard III                                                    | The Duke of Buckingham                                                     | |
| 1995      | The Last Englishman                                            | Col. Alfred D. Wintle                                                      | |
| 1996–2000 | Percy the Park Keeper                                          | Percy                                                                      | Voice for animated children's series |
| 1997      | The Borrowers                                                  | Pod Clock                                                                  | |
| 1997      | Smilla's Sense of Snow                                         | Dr. Lagermann                                                              | |
| 1998      | The Avengers                                                   | Mother                                                                     | |
| 1998      | Little Voice                                                   | Mr. Boo                                                                    | Nominated — Screen Actors Guild Award for Outstanding Performance by a Cast in a Motion Picture |
| 1999      | Topsy-Turvy                                                    | W. S. Gilbert                                                              | - Evening Standard British Film Award for Best Actor - London Film Critics Circle Award for Best Actor - Volpi Cup for Best Actor - Nominated – BAFTA Award for Best Actor in a Leading Role - Nominated – British Independent Film Award for Best Actor - Nominated – Chicago Film Critics Association Award for Best Actor |
| 1999      | Doctor Who: Curse of Fatal Death                               | Unofficial Eleventh Doctor                                                 | Television Special |
| 2001      | Bridget Jones's Diary                                          | Colin Jones, Bridget's father                                              | |
| 2001      | Moulin Rouge!                                                  | Harold Zidler                                                              | - BAFTA Award for Best Actor in a Supporting Role - Chlotrudis Award for Best Supporting Actor - Los Angeles Film Critics Association Award for Best Supporting Actor - National Board of Review Award for Best Supporting Actor - Satellite Award for Best Supporting Actor - Motion Picture - Nominated — Screen Actors Guild Award for Outstanding Performance by a Cast in a Motion Picture |
| 2001      | Iris                                                           | John Bayley                                                                | - Academy Award for Best Supporting Actor - Golden Globe Award for Best Supporting Actor – Motion Picture - Los Angeles Film Critics Association Award for Best Supporting Actor - National Board of Review Award for Best Supporting Actor - Nominated — BAFTA Award for Best Actor in a Leading Role - Nominated — Broadcast Film Critics Association Award for Best Supporting Actor - Nominated — European Film Award for Best Actor - Nominated — Phoenix Film Critics Society Award for Best Supporting Actor - Nominated — Satellite Award for Best Supporting Actor - Motion Picture - Nominated — Screen Actors Guild Award for Outstanding Performance by a Male Actor in a Supporting Role |
| 2002      | The Gathering Storm                                            | Desmond Morton                                                             | - Television Film - Nominated — Emmy Award for Outstanding Supporting Actor – Miniseries or a Movie - Nominated — Golden Globe Award for Best Supporting Actor – Series, Miniseries or Television Film - Nominated — Satellite Award for Best Supporting Actor – Series, Miniseries or Television Film |
| 2002      | Gangs of New York                                              | Boss Tweed                                                                 | |
| 2002      | Nicholas Nickleby                                              | Mr. Wackford Squeers                                                       | National Board of Review Award for Best Cast |
| 2003      | Bright Young Things                                            | Drunk Major                                                                | |
| 2003      | The Young Visiters                                             | Alfred Salteena                                                            | - Television Film - Nominated — British Academy Television Award for Best Actor |
| 2004      | Around the World in 80 Days                                    | Lord Kelvin                                                                | |
| 2004      | Pride                                                          | Eddie                                                                      | Voice Role Television Film |
| 2004      | Vanity Fair                                                    | Mr. Osborne                                                                | |
| 2004      | Vera Drake                                                     | Judge                                                                      | |
| 2004      | Bridget Jones: The Edge of Reason                              | Colin Jones, Bridget's father                                              | |
| 2005      | Robots                                                         | Madame Gasket                                                              | Voice Role |
| 2005      | Valiant                                                        | Sergeant                                                                   | Voice Role |
| 2005      | The Chronicles of Narnia: The Lion, the Witch and the Wardrobe | Professor Kirke                                                            | |
| 2006      | Free Jimmy                                                     | Igor Stromowskij                                                           | Voice Role for 2008 English version |
| 2006      | The Street                                                     | Stan McDermott                                                             | - Television Series: 3 Episodes - International Emmy Awards for Best Performance by an Actor |
| 2006      | Longford                                                       | Lord Longford                                                              | - Television film - British Academy Television Award for Best Actor - Broadcasting Press Guild Award for Best Actor - Golden Globe Award for Best Actor – Miniseries or Television Film - Nominated — Emmy Award for Outstanding Lead Actor – Miniseries or a Movie - Nominated — Monte Carlo TV Festival for Television Films – Best Performance by an Actor - Nominated — Royal Television Society Award for Best Actor – Male - Nominated — Satellite Award for Best Actor – Miniseries or Television Film |
| 2006      | Art School Confidential                                        | Jimmy                                                                      | |
| 2007      | Hot Fuzz                                                       | Inspector Frank Butterman                                                  | |
| 2007      | And When Did You Last See Your Father?                         | Arthur Morrison                                                            | - Nominated — British Independent Film Award for Best Actor - Nominated — London Film Critics Circle Award for Best Actor |
| 2008      | Indiana Jones and the Kingdom of the Crystal Skull             | Dean Charles Stanforth                                                     | |
| 2008      | Einstein and Eddington                                         | Sir Oliver Lodge                                                           | Television Film |
| 2008      | Inkheart                                                       | Fenoglio                                                                   | |
| 2009      | The Young Victoria                                             | King William IV                                                            | |
| 2009      | The Damned United                                              | Sam Longson                                                                | Nominated — British Independent Film Award for Best Supporting Actor |
| 2009      | Harry Potter and the Half-Blood Prince                         | Horace Slughorn                                                            | |
| 2009      | Perrier's Bounty                                               | Jim McCrea                                                                 | |
| 2010      | Another Year                                                   | Tom                                                                        | - Nominated — British Independent Film Award for Best Actor - Nominated — London Film Critics Circle Award for Best Actor - Nominated — San Diego Film Critics Society Award for Best Cast |
| 2010      | Animals United                                                 | Winston                                                                    | |
| 2010      | Any Human Heart                                                | Logan Mountstuart (older)                                                  | - Television Series: 4 Episodes - Royal Television Society Award for Best Actor – Male - Nominated — British Academy Television Award for Best Actor |
| 2011      | Harry Potter and the Deathly Hallows – Part 2                  | Horace Slughorn                                                            | |
| 2011      | Exile                                                          | Sam Ronstadt                                                               | Television Series: 3 Episodes |
| 2011      | Arthur Christmas                                               | Malcolm "Santa" Claus                                                      | Voice Role |
| 2011      | The Iron Lady                                                  | Denis Thatcher                                                             | - Nominated – BAFTA Award for Best Actor in a Supporting Role |
| 2012      | Cloud Atlas                                                    | Captain Molyneux Vyvyan Ayrs Timothy Cavendish Korean Musician Prescient 2 | |
| 2013      | Postman Pat: The Movie — You Know You're The One               | Unknown                                                                    | Voice only |
| 2013      | Closed Circuit                                                 | Attorney General                                                           | |
| 2013      | Le Week-End                                                    | Nick Burrows                                                               | |
| 2013      | The Great Train Robbery                                        | Tommy Butler                                                               | |
| 2014      | Get Santa                                                      |                                                                            | Filmare |